# 阿纳托利·莫克连科
阿纳托利·尤里耶维奇·莫克连科（烏克蘭語：Анатолій Юрійович Мокренко，1933年1月22日—2020年3月24日），乌克兰歌唱家，歌剧演员。乌克兰国家歌剧院原院长兼艺术总监，乌克兰柴可夫斯基国立音乐学院教授。

## 生平
1933年1月22日生于乌克兰苏维埃社会主义共和国蘇梅州內德裏海利夫區泰爾內，是大饥荒的幸存者。1956年毕业于基辅理工学院地质系。曾在高加索山脉、烏拉爾山脈北部、克里米亚和喀尔巴阡山脉参加地质考察活动。工作期间，他爱好唱歌，1963年毕业于基辅音乐学院声乐系。1963年至1968年，在基辅音乐学院歌剧院担任独唱。1968年至1996年，在乌克兰国家歌剧院担任独唱。1974年加入苏联共产党。1976年获得苏联人民艺术家称号。他不仅演唱歌剧，还演唱乌克兰和俄罗斯的民歌。1965年开始在基辅音乐学院声乐系任教，1985年升任教授。1991年至1999年，担任乌克兰国家歌剧院院长兼艺术总监。曾在美国、法国、德国、英国、西班牙、瑞典、古巴、芬兰和加拿大的歌剧院或音乐会巡回演出。他还在顿涅茨克、赫梅利尼茨基和克里米亚组织歌手大赛，在家乡泰爾內的乡村学校开办合唱比赛。
2008年出版回忆录《发现自我》。2020年3月24日在基辅逝世。

## 演唱曲目
- 《祖國之歌》
- 《漆黑的夜》

## 荣誉
- 乌克兰功勋艺术家（1968年）
- 乌克兰人民艺术家（1973年）
- 苏联人民艺术家（1976年）
- 乌克兰舍甫琴科国家奖（1979年）
- 各族人民友谊勋章